# Torralba de los Frailes
Torralba de los Frailes ist ein spanischer Ort und eine Gemeinde (municipio) mit nur noch 68 Einwohnern (Stand: 2024) im Süden der Provinz Saragossa in der Autonomen Gemeinschaft Aragonien. Die Gemeinde gehört zur bevölkerungsarmen Serranía Celtibérica.

## Lage und Klima
Torralba de los Frailes liegt ca. 130 Kilometer südwestlich der Provinzhauptstadt Saragossa am Río Piedra in einer Höhe von ca. 1095 m. 
Das Klima ist gemäßigt bis warm; Regen (ca. 491 mm/Jahr) fällt übers Jahr verteilt.

## Bevölkerungsentwicklung
| Jahr      | 1970 | 1981 | 1991 | 2001 | 2011 | 2021 |
| Einwohner | 245  | 133  | 131  | 96   | 94   | 74   |

Die Mechanisierung der Landwirtschaft, die Aufgabe bäuerlicher Kleinbetriebe und der damit verbundene Verlust von Arbeitsplätzen führten in der zweiten Hälfte des 20. Jahrhunderts zu einem deutlichen Rückgang der Bevölkerungszahl (Landflucht).

## Sehenswürdigkeiten
- Kirche Unserer Lieben Frau (Iglesia de Nuestra Señora de la Blanca)
- Reste der Burganlage aus dem 14. Jahrhundert

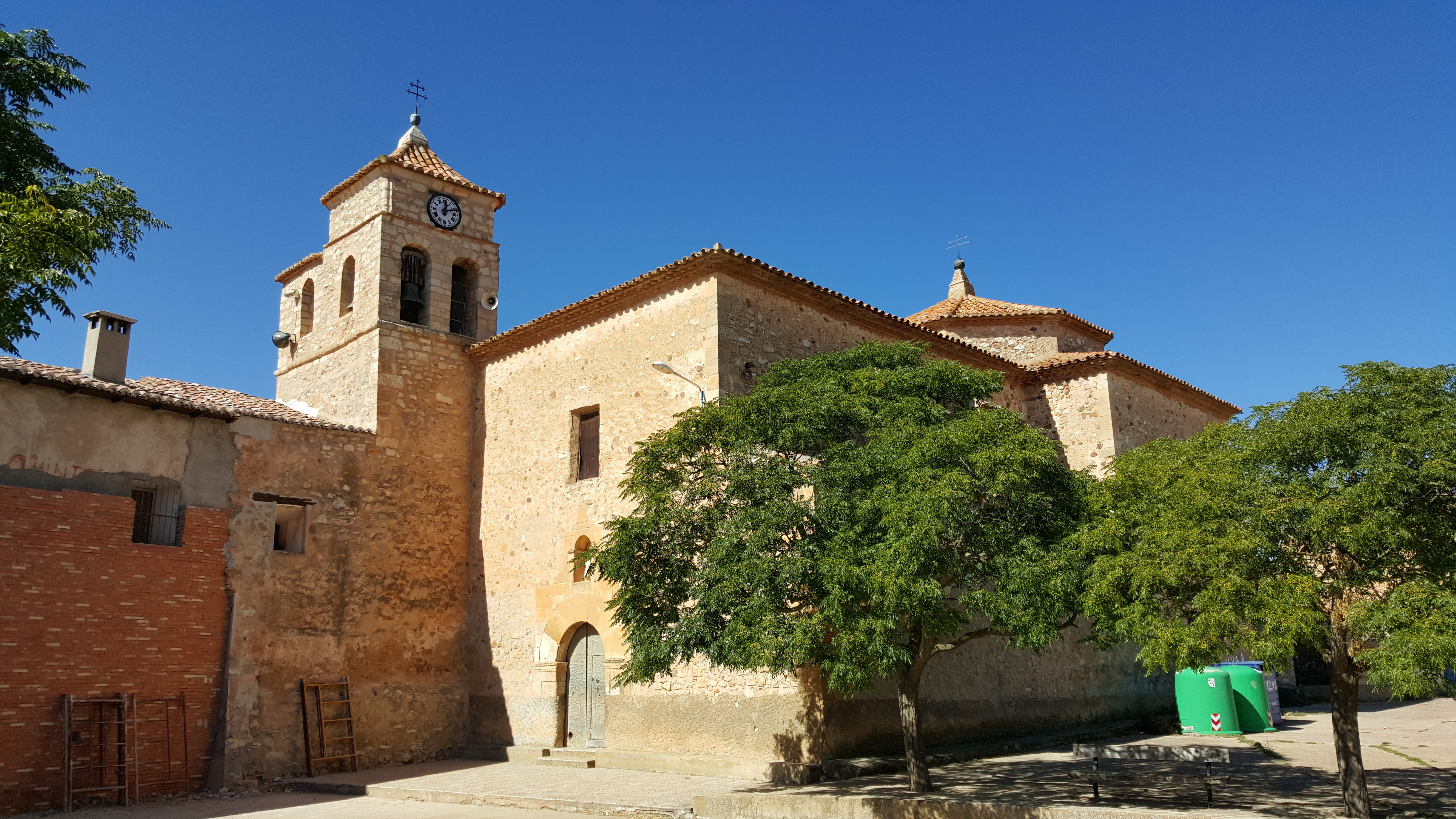
Kirche Unserer Lieben Frau